# Indiakaj
 Der er for få eller ingen kildehenvisninger i denne artikel, hvilket er et problem. Du kan hjælpe ved at angive troværdige kilder til de påstande, som fremføres i artiklen.

Indiakaj er en ca. 200 meter lang vej på Østerbro nær Kastellet. Den begynder ved Folke Bernadottes Allé/Kalkbrænderihavnsgade og fortsætter mod øst til en lille rundkørsel ved Langelinie Lystbådehavn.
Det eksotiske navn skyldes at der fra Københavns Frihavn foregik en del handel med Indien. Navngivelsen fandt først sted omkring 1965. India er den latinske form for Indien.
Indiakaj ligger på tværs af en ældre gade, Indiavej, hvis navn allerede kendes fra ca. 1907. Navnet skyldes sandsynligvis, at Østasiatiske Kompagni (ØK) havde et kontor i Frihavnen, og at ØK fortrinsvis sejlede til og handlede med Bagindien. Indiakaj må ikke forveksles med Indiavej, der i dag er en lille tap syd for Indiakaj. I 50'erne hed vore dages Indiakaj Hovedvej på kort og i vejvisere.

## Historie
Frihavnen blev anlagt 1891-94. Der var flere forskellige mindre havne i Svanemøllebugten inden Frihavnen blev anlagt. Ideen om en frihavn kom af frygt for Kielerkanalen. I København var bystyret bange for at den profitable handel og transport mellem Østersøen og verdenshavet ville gå uden om Københavns havn. En frihavn er et ”neutralt” afspærret havneområde med kajer, pakhuse og plads til industri uden for et lands toldgrænser. Varer kan derfor indføres, oplægges, forarbejdes og genudføres uden toldmæssige konsekvenser.
Indiakaj består af flere mindre bygninger, der stammer helt tilbage fra Frihavnens første år, bl.a. havnens administrationsbygning, ØK og andre private firmaers kontorhuse og pakhuse, samt Carlsbergs kantine, Capella. Capella er den første bygning på venstre hånd på Indiakaj. Bygningen er tegnet af arkitekten Thorvald Bindesbøll og indgår fint i det provinsagtige miljø.
I 50'erne lå der en del bygninger, der havde med told at gøre: Frihavnens Vejerbod, toldkontrollen, Frihavnens og toldbodens dragerkompagni, toldkassererkontoret, frihavnskiosken og restaurationen og klubben ”Capella”.
I nutiden er frihavnen rykket længere mod nord og både toldvæsenet og skibstrafikken væk. Langs den sydlige side af gaden ligger der dog stadig gamle, velholdte toldkammerbygninger, pakhuse og industribygninger. På fronten af et af dem ses et relief af Merkur. Motivet er velvalgt, da han var gud for handel og omsætning. Husene er opført i begyndelsen af 1900-tallet og flere af dem har høj bevaringsværdi. Udover bygningerne minder et stort anker opsat i rundkørslen for enden af gaden desuden om stedets maritime historie.
På den nordlige side af gaden ligger der som en fuldstændig modsætning en håndfuld moderne terningformede beboelsesejendomme i fem etager.

## Nævneværdige bygninger i gaden
- Nr. 2: Firmaet Skageraks lokale butik med salg af møbler, havemøbler og gaveartikler. Butikken har til huse i det tidligere posthus på hjørnet af Gittervej.[2]

- Nr. 10-12: Bemærk den meget fine overdækkede bro i to etager – den øverste af træ – mellem de to bygninger. I sin tid gik havnebanen Frihavnsjernbanens spor under her på vej fra Midtermolen til Larsens Plads.

- Nr. 12: Bygningen husede tidligere Monacos konsulat.

- Nr. 16: Asia House, det gamle kontor for Østasiatiske Kompagni.[3] (I vejviseren 1950 havde de hele fem telefoner registrerede på adressen her, hvilket vidner om megen aktivitet). Indeholder i dag også Thailands konsulat.[4]